# Ouidad Elma
 (juillet 2017).
Ouidad Elma (en arabe : وداد الما) est une actrice franco-marocaine, née à Sanhaja au Maroc dans le Rif.  Elle a grandi à Paris dans le quartier de Ménilmontant.

## Biographie
Arrivée en France à l’âge d’un mois avec sa mère, venue retrouver son père, originaire du Rif , qui a vécu très jeune dans l’Hexagone, Ouidad est l’aînée d’une fratrie de cinq enfants . Elle avait 6 ans avant de prendre son premier cours d'actrice. Elle a rejoint une compagnie de théâtre, à Paris. Elle est devenue active professionnelle à l'âge de 16 ans. Elle a joué son premier rôle pour le film Sa raison d'être de Renaud Bertrand. Juste après, elle joue un rôle principal dans le film français Plan B réalisé par Kamel Saleh. Elle a ensuite déménagé au Maroc et poursuit sa carrière en jouant des rôles principaux dans différents films. Elle a joué dans Love the Medina, Zéro de Nour-Eddine Lakhmari et L'Amante du Rif de Narjiss Nejjar, et elle obtient des nominations et des récompenses pour ses films, notamment au Festival international du film de Dubaï, au Festival international du film francophone de Namur et au Festival international du film de Marrakech en 2011 et 2012,,.
Elle joue par la suite dans un épisode de la mini-série La Fille du désert (The Red Tent) réalisée par Roger Young aux côtés de Rebecca Fergusson et Morena Baccarin. L'année suivante, elle travaille sur le film Killing Jesus de Christopher Menaul, produit par Scott Free Productions et aussi dans la série Tyrant. Elle revient en Europe et elle joue dans la comédie belge en 2014 Madness, sélectionnée l'année suivante au Festival international du film francophone de Namur, pour laquelle elle remporte le prix de la meilleure actrice lors du festival de film d'Agadir en 2015. Plus tard, elle joue dans La Lisière (The Edge) produit par Gravity Films et réalisé par Simon Saulnier. C'est le troisième court métrage de Simon Saulnier, sélectionné dans de nombreux festivals à travers le monde. En 2015, elle a joué dans le clip Skrillex avec Saïd Taghmaoui de Nabil Elderkin.
En 2016, elle a signé avec la chaîne de télévision Medi 1 pour interpréter le personnage d'Amal aux côtés des acteurs Assaâd Bouab et Moussa Maaskri dans la série télévisée Ghoul en trente épisodes sous la direction de Jean Luc Herbulot.
Elle a récemment fini de tourner une série BBC The Last Post pour six épisodes de Jonny Campbell et Miranda Bowen, qui est diffusé actuellement sur la chaine BBC One.

## Filmographie

### Cinéma
- 2010 : Plan B de Kamel Saleh : Lydia
- 2011 : Les Ailes de l'amour d'Abdelhai Laraki : Zineb
- 2011 : L'Amante du Rif de Narjiss Nejjar : Radia
- 2012 : Zéro de Nour-Eddine Lakhmari : Nadia
- 2014 : 7, rue de la Folie de Jawad Rhalib : Sara
- 2015 : Chaïbia de Youssef Britel : Amal
- 2015 : La Lisière (court métrage) de Simon Saulnier : Hawa
- 2016 : Tazzeka de Jean-Philippe Gaud : Salma
- 2018 : Demi-sœurs de Saphia Azzeddine, François-Régis Jeanne : Amal
- 2018 : Amin de Philippe Faucon : Selima
- 2021 : Le Dernier Mercenaire de David Charhon

### Télévision
- 2008 : Sa raison d'être de Renaud Bertrand : Kayna
- 2012 : Le Jour où tout a basculé, épisode Ma meilleure amie a ruiné ma carrière : Djamila
- 2014 : La Fille du désert (The Red Tent) de Roger Young : Abi
- 2015 : Killing Jesus de Christopher Menaul : Sarah
- 2015 : Tyrant (2 épisodes) : Amina
- 2016 : Ghoul (30 épisodes) de Jean Luc Herbulot : Amal
- 2017 : The Last Post de Jonny Campbell et Miranda Bowen : Yusra
- 2022 : Casa Street de Ali El Mejboud : Ghita

## Théâtre
- 2018 : Lettres à Nour